# Yngve Sjöstedt

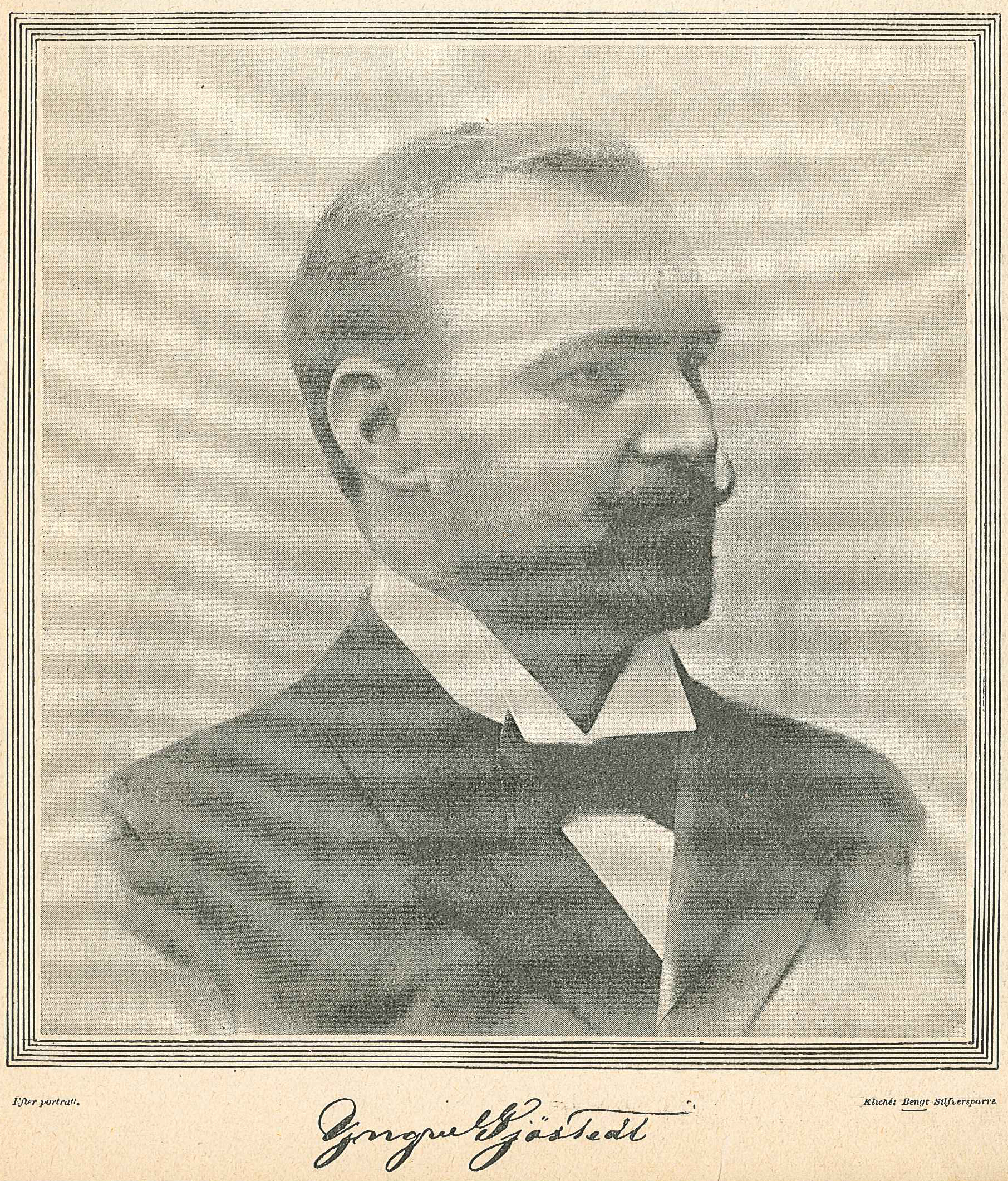
Yngve Sjöstedt (1866–1948) auf dem Umschlag der Zeitschrift Hvar 8 dag 1911.

Bror Yngve Sjöstedt (* 3. August 1866 in Hjo; † 28. Januar 1948 in Stockholm) war ein schwedischer Professor für Zoologie und Entomologie.

## Leben und Wirken
Sjöstedts Eltern Anders Gustaf Sjöstedt und Emma Gustafva (geb. Forsell) waren Händler in Hjo. Nach dem Abitur am Gymnasium (Högre allmänna läroverk) in Jönköping studierte Sjöstedt Zoologie, hauptsächlich an der Universität Uppsala, aber auch in Frankreich. Nachdem er 1890 den Bachelortitel erreicht hatte, schickte ihn die Königlich Schwedische Akademie der Wissenschaften auf eine zweijährige Forschungsreise in die Kolonie Kamerun. Bei der Heimkehr hatte er eine bedeutende Sammlung im Gepäck, die im Naturhistorischen Reichsmuseum und im Zoologischen Institut der Universität Uppsala untergebracht wurde. Die Reise erbrachte auch zahlreiche wissenschaftliche Publikationen.
Sjöstedt erhielt 1896 den Doktortitel und war zwischen 1897 und 1901 beim Naturhistorischen Reichsmuseum sowie parallel bei der Staatlichen entomologischen Anstalt beschäftigt. 1901 übernahm er den Redakteursposten für die „Entomologisk tidskrift“, eine entomologische Zeitschrift (diese Stelle betreute er bis 1910), und 1902 wurde er als Professor Intendant des Reichsmuseums.
1905 brach er zu seiner zweiten Afrikaexpedition auf, die etwa ein Jahr währte und mehr auf das Innere des Kontinents, hauptsächlich die Gegend um den Kilimandscharo, konzentriert war. Von dieser Reise brachte er 4300 verschiedene Tierarten (davon etwa 1300 vorher unbekannte) heim. Die Ergebnisse wurden 1910 im 3-bändigen deutschsprachigen Werk Wissenschaftliche Ergebnisse der Schwedischen zoologischen Expedition nach dem Kilimandjaro, dem Meru und den umgebenden Massaisteppen Deutsch-Ostafrikas 1905–1906 veröffentlicht. Zusätzlich entstanden zwei mehr populärwissenschaftliche Berichte, På giraff- och lejonjakt i Ostafrika („Auf Giraffen- und Löwenjagd in Ostafrika“) sowie Bland storvildt i Ostafrika („Unter Großwild in Ostafrika“, beide 1911). Sjöstedt vertrat die These, dass das Vorkommen von eher „nordischen“ Arten in höheren Lagen Afrikas darauf beruhte, dass der Kontinent nicht jederzeit tropisch war.
Sjöstedt veröffentlichte bis 1936 noch zahlreiche weitere Werke, zum Beispiel drei Bände über die Insektenfauna des Nationalparks Abisko (1928–1931). 1909 wurde er in die Königlich Schwedische Akademie der Wissenschaften gewählt.
Sjöstedt war mit der Opernsängerin Rosa Grünberg verheiratet.

## Publikationen (Auswahl)
- Dendropicos reichenowi n. sp. von Kamerun. In: Ornithologische Monatsberichte. Band 1, Nr. 8, 1893, S. 138 (biodiversitylibrary.org).